# Hugo Damian Erwein von Schönborn-Wiesentheid

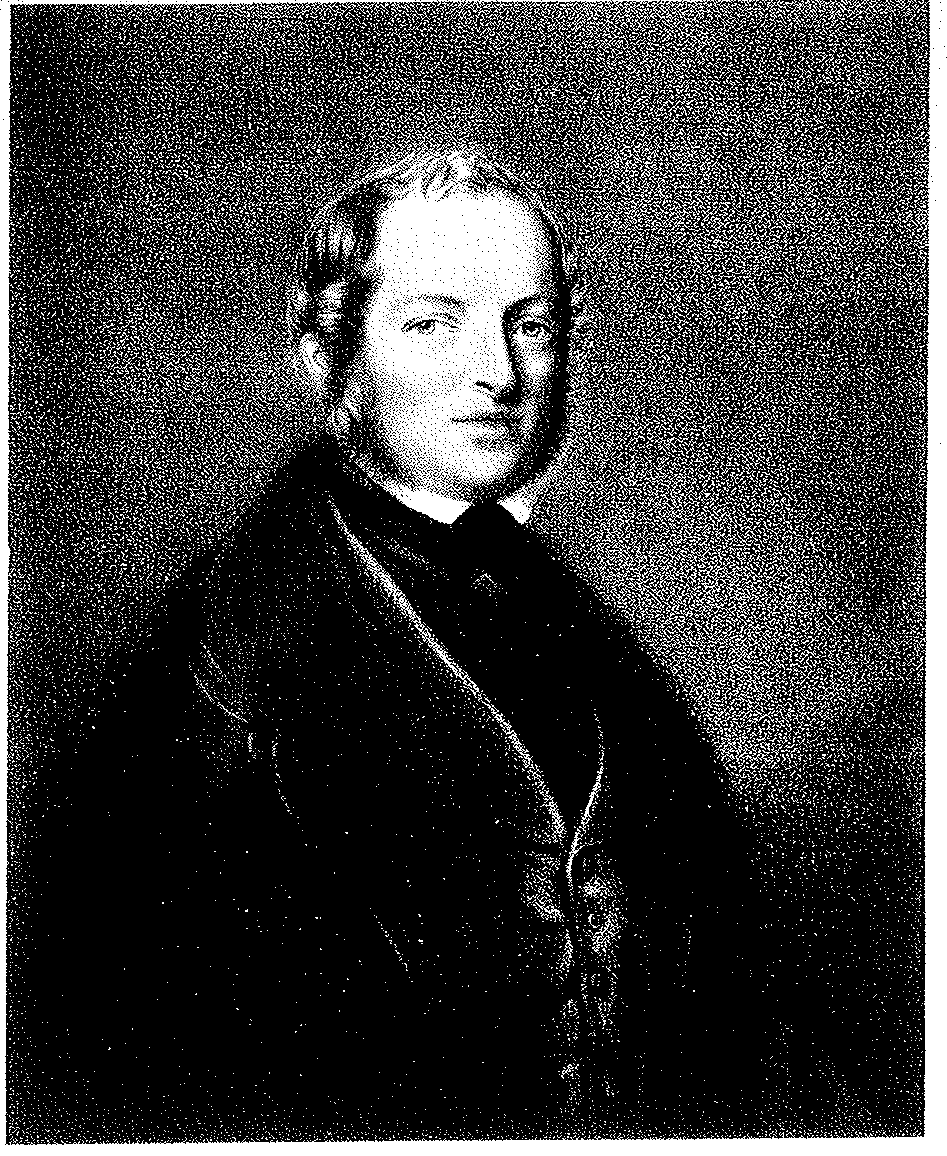
Porträt des Grafen Hugo Damian Erwein

Hugo Damian Erwein von Schönborn-Wiesentheid (auch Hugo Damian Friedrich Karl Franz Erwein von Schönborn-Wiesentheid; * 27. Oktober 1738 in Aschaffenburg; † 29. März 1817 in Wien) war von 1772 bis 1806 Graf der Herrschaft Wiesentheid aus der Familie der Grafen von Schönborn. Nach der Auflösung der Grafschaft zog er sich auf seine Besitzungen in Wien zurück.

## Leben
Hugo Damian Erwein von Schönborn-Wiesentheid wurde am 27. Oktober 1738 im kurmainzischen Aschaffenburg geboren. Sein Vater, Joseph Franz Bonaventura von Schönborn-Wiesentheid, war hier als Vizedom beschäftigt. Die Mutter des späteren Grafen war Bernhardine, geborene Plettenberg. Hugo Damian Erwein war der erstgeborene Sohn, bis auf seine Schwester Bernhardina starben seine Geschwister allerdings alle vor dem Erreichen des Erwachsenenalters.
Nach dem Tod des Vaters im Jahr 1772 übernahm Hugo Damian Erwein die Herrschaft über die Herrschaft Wiesentheid. Zuvor hatte er, im Jahr 1763, Maria Anna von Stadion zu Warthausen und Tannhausen geheiratet. Innerhalb der Grafschaft etablierte der Graf mehrere Stiftungen. So geht eine Armenkasse auf den Grafen zurück, auch der Straßenbau in den fränkischen Besitzungen nahm unter Hugo Damian Erwein einen entscheidenden Aufschwung. Im Jahr 1774 wurde ein Übereinkommen mit dem Hochstift Würzburg veranlasst. 1794 wurde er von seinem Neffen Fürst Friedrich Cajetan von Hatzfeld zum Erben eingesetzt. 
Neben den Verpflichtungen in der Grafschaft, nahm Hugo Damian Erwein auch andere Ämter an. Er war kaiserlicher und königlicher Kämmerer in den österreichischen Erblanden. Außerdem war er kaiserlicher Geheimer Rat und Ritter des Kaiserlichen St.-Josefs-Orden. Im Jahr 1804 wurde er Regiments-Burgmann zu Friedberg und Ehrenritter des Malteser-Ordens.
Am 6. August 1806 wurde im Zuge der Napoleonischen Kriege das Heilige Römische Reich aufgelöst. Am 18. September desselben Jahres besetzten bayerische Truppen die Grafschaft. Daraufhin zog sich Hugo Damian Erwein auf seine Besitzungen in Österreich zurück. Er starb am 29. März 1817 in Wien.

## Ehe und Nachkommen
Hugo Damian Erwein von Schönborn-Wiesentheid heiratete am 27. Januar 1763 Maria Anna von Stadion zu Warthausen und Tannhausen. Die Hochzeit fand in der Christophkirche in Mainz statt. Mit Maria Anna hatte der Graf acht Kinder, von denen jedoch nur vier das Erwachsenenalter erreichten. Als Nachfolger wurde Franz Damian Erwein Joseph aufgebaut, der allerdings nach 1806 nur noch bayerischer Standesherr war. 
- Bernhardine Maria Anna (* 2. Februar 1764; † 1. Februar 1765)
- Emmerich Friedrich Franz Philipp (* 21. März 1767; † 19. April 1772)
- Franz Philipp Joseph (* 15. September 1768 in Mainz; † 18. August 1841 in Obermeidling) ⚭ 1789 Gräfin Maria Sophie Antonia Charlotte Klara Elisabeth von der Leyen und zu Hohengeroldseck (* 23. Juli 1769; † 18. Januar 1834)
- Maria Johanna (* 24. November 1769; † 7. Januar 1770)
- Bernhard Joseph (* 4. Januar 1771; † 15. Februar 1773)
- Sophie Theresia (* 15. August 1772; † 3. Juli 1810 in Paris) ⚭ 1788 Fürst Philipp Franz von der Leyen und zu Hohengeroldseck (* 1. August 1766; † 23. November 1829)
- Franz Erwein Damian Joseph (* 7. April 1776 in Mainz; † 5. Dezember 1840 in Frankfurt am Main) ⚭ 1802 Gräfin Ferdinanda Isabella von Westphalen zu Fürstenberg (* 18. Oktober 1781; † 11. August 1813)
- Friedrich Karl Joseph (* 2. August 1781 in Mainz; † 24. März 1849 in Prag) ⚭ 1811 Freiin Maria Anna von Kerpen (* 13. November 1784; † 8. Oktober 1862)[2], Tochter von Wilhelm von Kerpen